# Entfernet euch, ihr heitern Sterne, BWV Anh. 9
Entfernet euch, ihr heitern Sterne (en español, Dispersaos, estrellas, serenamente), BWV 1156 (anteriormente BWV Anh. 9), es una cantata secular compuesta por Johann Sebastian Bach. La escribió en Leipzig para celebrar el 57.º cumpleaños del elector de Sajonia, Augusto II y la representaron para él el día de su cumpleaños, 12 de mayo de 1727, en el Marktplatz de Leipzig, por estudiantes de la Universidad, bajo la dirección del propio Bach.  Junto con la obra, también le presentaron el libreto al rey, escrito por Christian Friedrich Haupt.
La música de esta cantata secular de cumpleaños se perdió. Se ha especulado a partir del libreto superviviente que varios movimientos de la Misa en si menor, BWV 232 derivan de ella. Se creó una reconstrucción utilizando la música de la Misa y Klaus Höfner la grabó.
La cantata se encuentra entre las obras de Bach para celebraciones de la Universidad de Leipzig, Festmusiken zu Leipziger Universitätsfeiern.